# Ресистенсия (футбольный клуб)
«Ресисте́нсия» (исп. Resistencia Sport Club) — парагвайский футбольный клуб из города Асунсьон. В настоящий момент выступает в Примере Парагвая.

## История
Клуб основан 27 декабря 1917 года. Название клуба с испанского переводится как «Сопротивление». «Ресистенсия» четырежды побеждала во втором дивизионе Парагвая, но только трижды после этого получала повышение в элитный дивизион. В 1966 году команда впервые стала победителем второго дивизиона, но не получила места в Примере, поскольку не соответствовала требованиям регламента.
В 1976—1977 годах «Ресистенсия» впервые играла в парагвайской Примере. Затем команда неоднократно вылетала, до конца XX века возвращаясь в элиту только два раза — в 1981 и 1999 годах.
В 2000-е годы команда переживала затяжной кризис. В 2011 году «красный треугольник» занял второе место в третьем дивизионе, благодаря чему вернул себе место во втором дивизионе Парагвая.
В 2021 году «Ресистенсия» заняла второе место во втором дивизионе, и спустя 22 года вернулась в высший дивизион Парагвая.

## Достижения
- Победитель второго дивизиона Парагвая (4): 1966, 1975, 1980, 1998